# 全力兔
《全力兔》（日语：全力ウサギ）是由IKEDA Kei創作的漫畫作品。在網路上以「全力四格劇場」為標題來連載，另外Media Factory則以《全力兔》為標題發行單行本。單行本全4冊。
於2008年改編成電視動畫。台灣於2009年8月7日在東森幼幼台播出；而香港於2009年11月22日起在無綫電視播出。
2022年宣佈製作新版動畫，於2023年10月播放，第2期於2025年4月播放。

## 故事簡介
有一隻住在某地方的兔子。過去他都被周圍的人所養育著。但有一天，大家突然都不再理會牠，而使牠陷入生活的困境。餓到受不了的牠跑到店裡白吃白喝。在正要遭店員教訓時，被全力營造的老爺子所救而帶牠一起工作，因此讓牠開始了一段在全力營造工作的全力生活……。

## 登場人物
見習兔（配音員：日：青山桐子（第1作）、松浦愛弓（第2作）／台：馮嘉德／港：何璐怡）
本作主角。原本是一隻悠悠哉哉地過著生活的兔子，但因為什麼都不會，所以生活很快陷入困境。後來被老爺子帶去工地工作。剛開始對於裡面的人和工作方式相當不適應，但由於周遭的人都是全力工作，讓他決定也要全力生活。
高興或難過時會散發出治癒光圈，讓人對牠不忍苛責，但只有大小姐有免疫力。
眉毛是自己畫上去的，作為牠改變一切和全力過活的證明。
平常時很難生氣，但只要自己的便當被人吃了就會相當憤怒。
老爺子（配音員：日：高木涉（第1作）、三宅健太（第2作）／台：曹冀魯／港：陳永信）
把全力兔帶入工地的全力營造老闆。因為工作和家庭的壓力，讓牠身體有些病痛。為了能夠拉近和反叛期女兒的關係，而學習嘻哈音樂。不但在早操時會帶入嘻哈，週末時也會在PUB擔任DJ。
總長（配音員：日：酒井敬幸（第1作）、白石稔（第2作）／台：梁興昌／港：朱子聰）
負責教導全力兔的前輩。以前曾經是暴走族老大，所以又有綽號叫作總長。家裡有九個小孩，因為女兒一句「長大後要和爸爸結婚」的話，而讓牠對生活產生動力。
大姐頭（配音員：日：三石琴乃（第1作）、早見沙織（第2作）／台：楊凱凱／港：林元春）
原本是個在大銀行工作的女职员，因為厭倦了內部鬥爭而轉行。喜歡聯誼，因此常會參加聚會喝酒，不過老是都會酒後失態。是個為愛情和工作而活的女人，但在愛情上面是屢敗屢戰。
在工地中，只有牠會因為見習兔的治癒光圈而忘記一切不快，所以很寵見習兔。另外負責工地裡的大型機械駕駛。
大小姐（配音員：日：荒木香惠（第1作）、高橋李依（第2作）／台：錢欣郁／港：梁少霞）
身材嬌小，態度傲嬌，講話相當毒舌。對於任何人都敢頂嘴，話中也常會帶刺。其實對於世事不是相當了解，因此有綽號叫作大小姐。
很討厭全力兔的耍可愛和治癒光線。
業務兔（配音員：日：宮田幸季（第1作）、白井悠介（第2作）／台：黃天佑／港：張裕東）
雖然是大建設公司的業務員，但不曉得為何被派到工地擔任監工和管理。自己對這種安排很困惑，但因為性格懦弱而不敢質問。有嚴重的被迫害妄想症，只要犯下一小點錯誤就想辭職，所以老是會被欺負或自以為被欺負。
一直認為自己站在全力兔這邊。
實際上本人的運動神經相當優異。
米克羅（配音員：日：飯野茉優（第2作））
出身和年齡都是一個謎。沒人看過牠吃的東西，也沒人聽得懂牠講什麼。有不同傳言說，牠是召來幸福的妖精或召來不幸的妖怪。不曉得為何很喜歡接近全力兔。
在作中似乎會發揮出特異的能力。

## 出版書籍
- 2006年5月19日發售、ISBN 4-8401-1537-0
- 2007年4月6日發售、ISBN 978-4-8401-1835-4
- 2008年4月18日發售、ISBN 978-4-8401-2163-7
- 2008年11月14日發售、ISBN 978-4-8401-2489-8
- 2009年8月21日發售、ISBN 978-4-8401-2883-4
- 2011年4月22日發售、ISBN 978-4-8401-3871-0

## 電視動畫
以UHF動畫形態在「小動畫劇場」內放映。

### 製作人員
2008年
- 原作：IKEDA Kei
- 企畫：松本理人、種子島幸
- 原作協力：齋藤幸夫、安井聖繪
- 系列導演：鏑木
- 系列構成：菅良幸
- 文藝製作：小野田博之
- 角色設定：平山智
- 美術監督：飯島由樹子
- 攝影監督：川田敏寬
- 色彩設計：村上智美
- 編輯：森田清次、中村惠、藤田育代
- 音響監督：麥島哲也
- 音樂：籠島裕昌
- 音樂製作：Genuine、
- 製作人：鵜飼浩史、宮本秀晃、木村太一
- 製作公司：TMS Entertainment、創通

2023＆2025年
- 原作：IKEDA Be Bird
- 系列導演：濁川敦
- 系列構成：森江美咲（第1季）、さつき美美（第2季）
- 角色設定：浦島美紀、長濱睦輝（第2季）
- 美術監督：根岸大輔
- 攝影監督：山本雄介
- 色彩設計：松浦友里枝
- 編輯：新見元希
- 音響監督：佐藤進哉
- 音響效果：渡邊雅文
- 音樂：SCOOP MUSIC
- 音響製作：PICKUP
- 製作人：佐藤進哉、鵜飼浩史
- 製作公司：テアトルアカデミー、ライジングフォース

### 各話標題
2008年版
| 集數   | 標題（日文原文）    | 標題（香港無綫電視翻譯） | 香港放送日      | 香港重播放送日  |
| ------ | ------------------- | ------------------------ | --------------- | --------------- |
| 第1集  | 今日も全力!         | 今天也要盡全力！         | 2009年 11月22日 | 2011年 11月10日 |
| 第2集  | 全力見習い中!       | 全力見習中！             | 2009年 11月22日 | 2011年 11月10日 |
| 第3集  | 全力出張工事!       | 全力外展工程！           | 11月29日        | 11月11日        |
| 第4集  | 全力社員旅行!       | 全力員工旅行！           | 11月29日        | 11月11日        |
| 第5集  | はじまりの全力!     | 第一次全力以赴！         | 12月6日         | 11月14日        |
| 第6集  | 全力疲労中!         | 全力疲勞中！             | 12月6日         | 11月14日        |
| 第7集  | 全力一戸建て!       | 全力建房屋！             | 12月13日        | 11月15日        |
| 第8集  | 全力ベビーシッター! | 全力做保母！             | 12月13日        | 11月15日        |
| 第9集  | 全力アイランド!     | 全力無人島！             | 12月27日        | 11月16日        |
| 第10集 | 全力ウナギ!         | 全力抓鰻魚！             | 12月27日        | 11月16日        |
| 第11集 | 全力野球!           | 全力打棒球！             | 2010年 1月3日   | 11月17日        |
| 第12集 | 全力レストラン!     | 全力餐廳！               | 2010年 1月3日   | 11月17日        |
| 第13集 | 全力大食いバトル!   | 全力大食戰！             | 1月10日         | 11月18日        |
| 第14集 | 全力桜!             | 全力賞櫻！               | 1月10日         | 11月18日        |
| 第15集 | 全力電車!           | 全力火車！               | 1月17日         | 11月21日        |
| 第16集 | 全力ダイエット!     | 全力減肥！               | 1月17日         | 11月21日        |
| 第17集 | 全力助っ人!         | 全力好幫手！             | 1月24日         | 11月22日        |
| 第18集 | 全力遺跡!           | 全力遺跡！               | 1月24日         | 11月22日        |
| 第19集 | 全力一文無し!       | 全力身無分文！           | 1月31日         | 11月23日        |
| 第20集 | 全力サイバー現場!   | 全力CYBER地盤！          | 1月31日         | 11月23日        |
| 第21集 | 全力ラストラン!     | 全力最後一轉！           | 2月7日          | 11月24日        |
| 第22集 | 全力クッキング!     | 全力下廚！               | 2月7日          | 11月24日        |
| 第23集 | 全力フリマ!         | 全力跳蚤市場！           | 2月21日         | 11月25日        |
| 第24集 | 全力占い!           | 全力占卜！               | 2月21日         | 11月25日        |
| 第25集 | 全力反省!           | 全力反省！               | 2月28日         | 11月28日        |
| 第26集 | 全力フィッシング!   | 全力釣魚！               | 2月28日         | 11月28日        |
| 第27集 | 全力熱愛!           | 全力熱愛！               | 3月7日          | 11月29日        |
| 第28集 | 全力幽霊屋敷!       | 全力幽靈大屋！           | 3月7日          | 11月29日        |
| 第29集 | 全力シネマ!         | 全力外景！               | 3月14日         | 11月30日        |
| 第30集 | 全力出世!           | 全力晉升！               | 3月14日         | 11月30日        |
| 第31集 | 全力海水浴!         | 全力海水浴！             | 3月21日         | 12月1日         |
| 第32集 | 全力セキュリティ!   | 全力保安系統！           | 3月21日         | 12月1日         |
| 第33集 | 全力ツルハシ!       | 全力鋤頭！               | 3月28日         | 12月2日         |
| 第34集 | 全力氷点下!         | 全力冰點以下！           | 3月28日         | 12月2日         |
| 第35集 | 全力祭り!           | 全力祭禮！               | 4月4日          | 12月5日         |
| 第36集 | 全力不機嫌!         | 全力心情不佳！           | 4月4日          | 12月5日         |
| 第37集 | 全力工法!           | 全力施工法！             | 4月11日         | 12月6日         |
| 第38集 | 全力責任感!         | 全力責任感！             | 4月11日         | 12月6日         |
| 第39集 | 全力名探偵!         | 全力大偵探！             | 4月18日         | 12月7日         |
| 第40集 | 全力ケータイ!       | 全力手機！               | 4月18日         | 12月7日         |
| 第41集 | 全力病院!           | 全力醫院！               | 4月25日         | 12月8日         |
| 第42集 | 全力プラネタリウム! | 全力太空館！             | 4月25日         | 12月8日         |
| 第43集 | 全力ばあちゃん!     | 全力嫲嫲！               | 5月2日          | 12月9日         |
| 第44集 | 全力すごろく!       | 全力大富翁！             | 5月2日          | 12月9日         |
| 第45集 | 全力シショウ!       | 全力師傅！               | 5月9日          | 12月12日        |
| 第46集 | 全力底なし沼!       | 全力無底沼澤！           | 5月9日          | 12月12日        |
| 第47集 | 全力迷宮!           | 全力迷宮！               | 5月16日         | 12月13日        |
| 第48集 | 全力寺!             | 全力寺！                 | 5月16日         | 12月13日        |
| 第49集 | 全力モニュメント！  | 全力紀念碑！             | 5月23日         | 12月14日        |
| 第50集 | 全力の試練!         | 全力試煉！               | 5月23日         | 12月14日        |
| 第51集 | 全力前進!           | 全力前進！               | 5月30日         | 12月15日        |
| 第52集 | その先の全力!       | 全力步向未來！           | 5月30日         | 12月15日        |

2023＆2025年版
| 集數     | 標題（日文原文） | 標題（暫譯）           | 日本放送日 | 香港放送日 |
| 第一期   | 第一期           | 第一期                 | 第一期     | 第一期     |
| -------- | ---------------- | ---------------------- | ---------- | ---------- |
| 第1工程  |                  | 見習兔×全力×全員集合   |            |            |
| 第2工程  |                  | 老爺子×全力×饒舌對決   |            |            |
| 第3工程  |                  | 米庫羅×全力×＠＠＠     |            |            |
| 第4工程  |                  | 見習兔×全力×歡迎會     |            |            |
| 第5工程  |                  | 大小姐×全力×社群軟體   |            |            |
| 第6工程  |                  | 大姐頭×全力×女人酒     |            |            |
| 第7工程  |                  | 大姐頭×全力×駕駛座     |            |            |
| 第8工程  |                  | 總長×全力×疲倦期       |            |            |
| 第9工程  |                  | 營業兔×全力×創新       |            |            |
| 第10工程 |                  | 老爺子×全力×叛逆期     |            |            |
| 第11工程 |                  | 見習兔×全力×櫻桃樹     |            |            |
| 第12工程 |                  | 見習兔×全力×使出全力   |            |            |
| 第二期   |                  |                        |            |            |
| 第13工程 |                  | 見習兔×全力×派系抗爭   |            |            |
| 第14工程 |                  | 老爺子×全力×員工旅行   |            |            |
| 第15工程 |                  | 大小姐×全力×鍊金術     |            |            |
| 第16工程 |                  | 營業兔×全力×妄想中     |            |            |
| 第17工程 |                  | 見習兔×全力×出差中     |            |            |
| 第18工程 |                  | 米庫羅×全力×米庫羅     |            |            |
| 第19工程 |                  | 老爺子×全力×運動會     |            |            |
| 第20工程 |                  | 總長×全力×帶孩子中     |            |            |
| 第21工程 |                  | 大姐頭×全力×兜了一圈   |            |            |
| 第22工程 |                  | 老爺子×全力×倒轉中     |            |            |
| 第23工程 |                  | 見習兔×全力×小心掉落物 |            |            |
| 第24工程 |                  | 見習兔×全力×使出全力2  |            |            |

### 主題曲
- 片頭曲：「全力Dash！」

歌：全力DG parsons（五條真由美＆大門一也）
作詞：柚木美祐／作曲：前田克樹／編曲：龜山耕一郎
- 片尾曲：「全力之詩」（全力の詩）

歌：全力DG parsons（五條真由美＆大門一也）
作詞、作曲：大門一也／編曲：龜山耕一郎
- 中文版主題歌「兔子跳跳跳」

## 外部連結
- （日語） 全力兔官方網站 （页面存档备份，存于）

| 台灣 東森幼幼台 星期五17:30-18:00節目     | 台灣 東森幼幼台 星期五17:30-18:00節目 | 台灣 東森幼幼台 星期五17:30-18:00節目 |
| ----------------------------------------- | ------------------------------------- | ------------------------------------- |
|                                           | 全力兔 （2009年8月7日-？）            |                                       |
| 數碼寶貝                                  | —                                     |                                       |
| 台灣 MOMO親子台 星期一至五14:30-15:00節目 |                                       |                                       |
| —                                         | 全力兔 （2013年8月7日-？）            | —                                     |

| 翡翠台 星期日9:00-9:30節目       | 翡翠台 星期日9:00-9:30節目                   | 翡翠台 星期日9:00-9:30節目 |
| -------------------------------- | -------------------------------------------- | -------------------------- |
|                                  | 全力兔 （2009年11月22日～2010年5月30日）     |                            |
| 貓狗寵物街 (第三輯)              | 象棋王 （2010年6月6日～10月3日）             |                            |
| 翡翠台 星期一至五15:50-16:20節目 |                                              |                            |
| 光之美少女                       | 全力兔 （重播） （2011年11月10日～12月15日） | 哈姆太郎                   |